# N'ssi N'ssi
N'ssi N'ssi es el sexto álbum de estudio del cantante argelino Khaled. Incluye las canciones N'ssi, N'ssi, Chebba y Abdel Kader, que se encuentran entre las más famosas de Khaled, y Alech Taadi, que formó parte de la banda sonora de la película El quinto elemento. Las letras están en árabe, excepto algunas palabras ocasionales en francés. El álbum fue certificado oro por el Syndicat National de l'Edition Phonographique. En los Estados Unidos, el álbum fue lanzado por Cohiba / Mango / Island / PolyGram Records . En 2005, Universal Music otorgó la licencia del álbum para su lanzamiento en Reino Unido y Estados Unidos a Wrasse Records.

## Lista de canciones
Las anotaciones hacen referencia a colaboraciones en las letras

| N.º | Título                                 | Duración |  |
| 1.  | «Serbi Serbi»                          | 6:18     |  |
| 2.  | «Kebou»                                | 4:53     |  |
| 3.  | «Adieu» (Kada Mustapha)                | 5:34     |  |
| 4.  | «Chebba» (Ahmed Zergui, Safy Boutella) | 5:39     |  |
| 5.  | «Les ailes»                            | 4:54     |  |
| 6.  | «Alech Taadi»                          | 4:09     |  |
| 7.  | «Baktha»                               | 5:11     |  |
| 8.  | «N'ssi N'ssi» (Mustapha Kada)          | 3:30     |  |
| 9.  | «Zine a Zine»                          | 4:44     |  |
| 10. | «Abdel Kader» (Mustapha Kada)          | 6:08     |  |
| 11. | «El Marsem»                            | 4:58     |  |